# Deathstalker (film)
Deathstalker, cunoscut și ca El cazador de la muerte, este un film fantastic științifico-fantastic de sabie și vrăjitorie din 1983 regizat de James Sbardellati, cu Rick Hill, Barbi Benton, Bernard Erhard și Lana Clarkson în rolurile principale. 
O coproducție internațională între Argentina și a Statelor Unite ale Americii, a fost primul dintr-o serie de patru filme despre personajul Deathstalker și aventurile sale și primul dintre cele zece filme pe care Roger Corman le-a produs în Argentina în anii 1980.
În martie 2024, s-a dezvăluit că filmul va fi refăcut, cu Steven Kostanski⁠(d) ca scenarist și regizor. Daniel Bernhardt a fost distribuit în rolul personajului titular, iar Slash ca producător executiv.

## Prezentare
Războinicul Deathstalker este trimis de o vrăjitoare în căutarea unui potir, o amuletă și o sabie, dintre care două sunt ținute de maleficul vrăjitor Munkar. Deathstalker găsește repede sabia, care a fost ascunsă de vrăjitoare într-o peșteră păzită de un căpcăun și de un imp. Impul Salmaron se dezvăluie a fi un hoț blestemat de vrăjitoare și îl ajută pe Deathstalker să-l învingă pe căpcăun. Deathstalker înlătură blestemul lui Salmaron și hoțul acceptă să-l însoțească pe Deathstalker în călătoria sa. Cu sabia în mână, Deathstalker pornește spre castelul lui Munkar pentru a găsi celelalte două obiecte ale puterii.
În călătoria sa, Deathstalker află despre un turneu de la Oghris, un războinic fermecător. Munkar a invitat războinici din toată țara să participe la concursuri pentru a se găsi un câștigător vrednic care va moșteni regatul lui Munkar. Într-o noapte, pe drumul către turneu, cei doi o întâlnesc pe Kaira, o femeie războinică sfidătoare care poartă doar un șnur și o mantie. Mai târziu, în noaptea aceea, Deathstalker face sex cu ea. Salmaron se uită amuzat la pereche. Dimineața următoare, Kaira se alătură grupului în călătoria lor.
Ajunși la castelul lui Munkar, Deathstalker și ceilalți participanți se adună în sala de banchet a lui Munkar cu o seară înainte de turneu. Războinicii sunt invitați să se îmbete și să violeze sclavele haremului lui Munkar, inclusiv pe prințesa Codille. Oghris se conectează cu o sclavă, în timp ce Kaira îl ține pe Deathstalker doar pentru ea. Deathstalker o salvează pe prințesa Codille, pentru scurt timp, dar Munkar o ia înapoi. Munkar îi dezvăluie asistentului său că adevăratul său plan este ca războinicii să se lupte până la moarte până când va rămâne doar un supraviețuitor prea slăbit pe care Munkar să-l omoare. Astfel va elimina toate amenințările la adresa domniei sale. Munkar își transformă asistentul să fie asemănător Prințesei și îl trimite să-l omoare pe erou; când Deathstalker încearcă s-o violeze pe Codille, el descoperă că femeia nu este în totalitate „femeie” și o gonește. Kaira îl găsește pe asasin; presupunând că este adevărata Codille, ea este ucisă tragic de asasin într-o luptă cu sabia după ce vraja de deghizare a lui Munkar dispare.
În noaptea de după prima zi a turneului, Oghris este dus de oamenii lui Munkar într-o celulă de închisoare, în timp ce Salmaron este atacat de gardienii închisorii. Hoțul este aruncat într-o fântână care duce la haremul lui Munkar. Se dezvăluie că Oghris l-a adus pe Deathstalker la turneu în mod expres pentru Munkar și i se ordonă să-l omoare. Reticent să-și omoare prietenul, Oghris îl avertizează pe Deathstalker și îi cere eroului să părăsească turneul, dar Deathstalker refuză și îl atacă. În timpul luptei, Oghris are șansa de a scoate sabia și de a-l ucide pe Deathstalker, dar alege să lupte corect și în cele din urmă pierde. Deathstalker își ia rămas bun de la luptător și îl ucide.
Sosește ultima zi a turneului și au mai rămas doar doi concurenți: Deathstalker și un căpcăun. După o lungă luptă, Deathstalker ucide căpcăunul și se duce să-și revendice premiul. El este atacat de oamenii lui Munkar, dar se îndreaptă spre amuletă. Salmaron este descoperit în camera haremului, dar eliberează femeile și le ajută să-i omoare pe gardieni. Deathstalker îl învinge pe deținătorul amuletei și îl înfruntă pe Munkar; el este capabil să învingă iluziile vrăjitorului și cere al treilea obiect al puterii. Deathstalker declară că nu vrea puterea sau regatul lui Munkar. El distruge cele trei obiecte ale puterii și îl aruncă pe Munkar într-o mulțime de sclavi care îl sfâșie.

## Distribuție
- Rick Hill – Deathstalker
- Barbi Benton – Codille
- Richard Brooker – Oghris
- Lana Clarkson – Kaira
- Victor Bo – Kang
- Bernard Erhard –  Munkar
- Augusto Larreta – Salmaron
- Verónica Llinás – Toralva (ca Lillian Ker)[7]
- Marcos Woinsky – Gargit
- Adrian De Piero – Nicor
- Jorge Sorvik – Regele Tulak
- Boy Olmi – Tânăr/Tânăr Hoț
- Horacio Marassi – Conducătorul creaturilor (ca Horace Marassi)
- José Arevalo – Omul-porc (necreditat)[8]
- Patrick Duggan – Colobri
- Maria Fournery – Anella

## Producție
Filmul a fost realizat pentru a profita de succesul lui Conan Barbarul (1982). A fost finanțat de Roger Corman (prin compania sa Palo Alto) și distribuit de New World Pictures. (Corman tocmai a vândut recent New World, dar avea un acord ca noii proprietari să-i distribuie filmele.)
Richard Hill era un fost jucător de fotbal la George Tech, care a jucat în Today's FBI.
Regizorul James Sbardellati a filmat pentru Corman notoriile „secvențe suplimentare de viol din Humanoids from the Deep.
A fost filmat în studiourile Aries din Buenos Aires.

## Primire
Deathstalker a avut un succes modest la box-office, succesul său datorându-se în cea mai mare parte apariției în aceiași perioadă a filmului Conan Barbarul care a dus la crearea unei piețe pentru filmele de sabie și vrăjitorie. Cu toate acestea, deoarece filmul a fost realizat cu un buget redus, s-a dovedit a avea un succes comercial și l-a încurajat pe Roger Corman și pe producătorul/regizorul argentinian Hector Olivera să colaboreze din nou pentru a produce Barbarian Queen, cu Lana Clarkson în rolul titular.

## Reboot și crowdfunding (2024)
În martie 2024, a fost anunțat că o refacere a filmului Deathstalker este în pregătire în regia canadianului Steven Kostanski, cu Daniel Bernhardt, vedeta filmelor de acțiune, în rolul titular. Berserker Gang, o companie de producție de film co-fondată de muzicianul Saul „Slash” Hudson, este parteneră în producția filmului. O campanie de crowdfunding a fost lansată la 1 martie 2024, pe Kickstarter, pentru o finanțare suplimentară. Din mai, filmările au început în Canada.

## Adaptare ca benzi desenate
La sfârșitul anului 2023, Vault Comics a anunțat o serie omonimă bazată pe Deathstalker, care a servit ca teaser pentru filmul viitor menționat mai sus. Producătorului Slash și regizorului Kostanski li se alătură Tim Seeley, Jim Terry și Kurt Michael Russell în echipa de creație.

## Moștenire
Filmul este notabil ca find debutul actriței Lana Clarkson, care a devenit o celebritate a filmelor de acest gen. Clarkson a colaborat după acest film cu producătorul executiv Roger Corman la filmele Barbarian Queen și Barbarian Queen II: The Empress Strikes Back; fiind invitată special și într-un episod din serialul TV Black Scorpion.
Corman a mai făcut încă nouă filme în Argentina:
- The Warrior and the Sorceress (1984)
- Wizards of the Lost Kingdom (1985)
- Barbarian Queen (1985)
- Cocaine Wars (1985)
- Amazons (1986)
- Deathstalker II (1987)
- Stormquest (1987)
- Two to Tango (1988)
- Play Murder for Me (1990)